# مجلس الكلية
مجلس الكلية (بالإنجليزية: College Board)‏ هي منظمة أمريكية غير هادفة للربح، تم تشكيلها في ديسمبر 1899 باسم مجلس امتحان دخول الكلية (بالإنجليزية: College Entrance Examination Board)‏ لزيادة فرص الوصول لدرجة التعليم العالي. وفي حين أن مجلس الكلية ليس رابطة من الكليات، إلا أنه يدير عضوية جمعية المعاهد (المؤسسات)، التي تشمل أكثر من 6،000 من المدارس والكليات والجامعات وغيرها من المنظمات التعليمية. ويقوم مجلس الكلية بتطوير وإدارة الاختبارات والمناهج القياسية التي تستخدمها مؤسسات التعليم من مرحلة ما قبل الروضة وحتى مرحلة التعليم العالي، بهدف تعزيز جاهزية الجامعات وكجزء من عملية القبول في الكلية. يقع مقر مجلس الكلية في مدينة نيويورك. ديفيد كولمان هو رئيس مجلس الكلية منذ أكتوبر 2012. وحل محل غاستون كابرتون، الحاكم السابق لفرجينيا الغربية، الذي شغل هذا المنصب منذ عام 1999.
بالإضافة إلى إدارة التقييمات التي تتقاضى رسوما، يوفر مجلس الكلية الموارد والأدوات والخدمات للطلاب وأولياء الأمور والكليات والجامعات في مجالات التخطيط الجامعي والتوظيف والقبول، والمساعدات المالية، والتذكر. وتمول جزئيا من منح من مؤسسات مختلفة، مثل مؤسسة بيل ومليندا غيتس حتى عام 2009.‌
1. 1 2   https://projects.propublica.org/nonprofits/display_990/131623965/01_2020_prefixes_06-13%2F131623965_201812_990_2020012717070895. {{استشهاد ويب}}: |url= بحاجة لعنوان (مساعدة) والوسيط |title= غير موجود أو فارغ (من ويكي بيانات) (مساعدة)
2. 1 2 3   https://projects.propublica.org/nonprofits/organizations/131623965. {{استشهاد ويب}}: |url= بحاجة لعنوان (مساعدة) والوسيط |title= غير موجود أو فارغ (من ويكي بيانات) (مساعدة)
3. ↑   https://apps.prsa.org/Awards/SilverAnvil/Search?sakeyword=6BE-1505D2204. اطلع عليه بتاريخ 2020-05-01. {{استشهاد ويب}}: |url= بحاجة لعنوان (مساعدة) والوسيط |title= غير موجود أو فارغ (من ويكي بيانات) (مساعدة)